# Barton Jahncke
Barton Williams Benedict Jahncke  est un marin américain né le 5 août 1939 à La Nouvelle-Orléans (Louisiane) et mort le 7 janvier 2024.
Il est sacré champion olympique de voile en classe Dragon aux Jeux olympiques d'été de 1968 de Mexico avec Gerald Schreck et George Friedrichs sur le Williwa.

## Biographie

### Contexte familial et formation
Barton Williams Benedict Jahncke, naît le 5 août 1939 à La Nouvelle-Orléan, d'Edward Benjamin Jahncke, Sr. et de Zidé Bowers Benedict Jahncke. Il a une sœur,  Zidé Bowers Jahncke et un frère, Edward Benjamin Jahncke, Jr.
Diplômé de St. Martin's Episcopal High School, il poursuit ses études à l'Université de Tulane, d’où il sort diplômé en administration des affaires. Il y est membre de la fraternité étudiante Delta Kappa Epsilon. 

### Carrière
Après l'obtention de son diplôme, il commence sa carrière commerciale chez Lykes Bros Steamship Company, où il est employé jusqu'à sa retraite. La voile a toujours été sa passion. Barton est passionné de yachting.
Il participe aux Jeux olympiques d'été de 1968 à Mexico, où il a recçoit une médaille d'or dans la classe Dragon en tant que membre d'équipage (avec Buddy Friedrichs et Click Schreck) sur le bateau.
En 1964, il participe à la régate du championnat international des Luders 16 et se classe deuxième. Non satisfait, il  revient l'année suivante pour concourir à Chicago et remporte le trophée de la première place. En 1986, il a été intronisé à  l’ Athletism Hall of Fame de l'Université de Tulane, et en 1996, il est porteur de la torche olympique à travers La Nouvelle-Orléans. 
Barton est membre du New Orleans Board of Trade, du World Trade Center et du Louisiana Club. Il est également membre honoraire à vie du Southern Yacht Club. 

### Vie privée
Barton Jahncke a épousé Marcia Wade Jahncke. Il a plusieurs enfants : Emily Jahncke Davis Gershon (Andy Gershon), un fils Barton Jahncke, Jr. (Whitney), Bo Huggins (Amy) et Wade Huggins (décédé) (Amy); onze petits-enfants, et 2 arrières petits-enfants.